# Arbeitsplatzphobie
Arbeitsplatzphobie ist eine Angststörung (Phobie), eine ausgeprägte und beeinträchtigende Angst vor dem Arbeitsplatz als Ort sowie vor Situationen, Gegenständen oder Personen, die mit dem Arbeitsplatz oder Arbeitsleben in Verbindung stehen.

## Definition
Entsprechend der allgemeinen Definition von Phobien (DSM-IV; ICD-10, V, Kapitel F) liegt eine Arbeitsplatzphobie dann vor, wenn die reale Konfrontation mit oder die bloße Vorstellung des Arbeitsplatzes beziehungsweise bestimmten Reizen am Arbeitsplatz (wie zum Beispiel Personen, Ereignisse, Objekte, Situationen) zu einer ausgeprägten Angstreaktion und einem Vermeidungsverhalten bezüglich der Arbeitsstelle oder arbeitsassoziierter Stimuli führen.

## Symptomatik
Bei Annäherung an den Arbeitsplatz beziehungsweise den angstauslösenden arbeitsplatzbezogenen Stimulus sowie auch bei intensiver Vorstellung desselben kommt es typischerweise zu einem Anstieg der Angst. Dies geht einher mit einem Anstieg physiologischer Erregung, zum Beispiel mit Symptomen wie Zittern, Schwitzen, Herzrasen, Kloß im Hals, Hitzewallungen oder Kälteschauer, gegebenenfalls bis hin zur Entwicklung einer Panikattacke.
Bei Vermeidung oder Verlassen des Arbeitsplatzes kommt es zu einem Nachlassen der Angst, im Sinne einer klassischen sog. negativen Verstärkung. Das Vermeidungsverhalten wirkt belohnend, da es die Angst reduziert, und wird somit gleichzeitig verstärkt.

## Vermeidung
In der Konsequenz kommt es bei einer Arbeitsplatzphobie regelhaft zur Arbeitsplatzvermeidung, das heißt in der Mehrzahl der Fälle zur Arbeitsunfähigkeit („Krankschreibung“). Es besteht die Gefahr einer Generalisierung des Vermeidungsverhaltens, wie zum Beispiel die Vermeidung der Straße, in welcher der Betrieb liegt, Vermeidung von Ereignissen oder Orten (zum Beispiel örtlicher Supermarkt), bei denen man Kollegen oder Vorgesetzten begegnen könnte, oder sogar Angstattacken, wenn nur das Gespräch auf den Arbeitsplatz kommt.

## Ätiologie
Angstreaktionen mit Bezug zum Arbeitsplatz können einerseits durch Arbeitsplatzfaktoren ausgelöst werden; sie können aber auch Folge primärer psychischer Erkrankungen (insbesondere Angsterkrankungen) sein, die sich in Bezug auf den Arbeitsplatz in besonderer Weise manifestieren. Es kann auch zu unmittelbaren Wechselwirkungen kommen. Gehäuft findet man Arbeitsplatzphobien nach strukturellen Veränderungen in der Arbeitsumwelt, Arbeitsinhalten oder personellen Veränderungen.

## Sozialmedizinische Bedeutung
Arbeitsplatzphobie stellt ein klinisches Problem eigener Wertigkeit dar, mit eigenen Entwicklungsfaktoren und Therapieerfordernissen. Dies ist durch die Besonderheiten des angstauslösenden Stimulus bedingt:
- Der Arbeitsplatz ist kein einfach abgrenzbarer Stimulus wie zum Beispiel eine Spinne oder die U-Bahn, sondern in aller Regel ein komplexer Stimulus, in dem situative und interaktionelle Elemente zusammenfließen.
- Die Vermeidung des Arbeitsplatzes hat regelhaft negative Konsequenzen für die biographische Entwicklung (Langzeit-„Krankschreibung“, Verlust des Arbeitsplatzes, Gefahr der Frühberentung).
- Die Vermeidung des Arbeitsplatzes kann zur Chronifizierung der zugrundeliegenden Störung beitragen, indem das eigene Insuffizienzerleben und die Phantasien über Bedrohungen die dysfunktionalen Störungsmodelle des Patienten verfestigen.
- Der Arbeitsplatz kann im Gegensatz zu Straße oder U-Bahn nicht jederzeit und anonym betreten werden. Therapeutische Expositionsübungen am Arbeitsplatz sind erheblichen Einschränkungen unterworfen.

## Therapie
Das spezielle Problem in der Therapie der Arbeitsplatzphobie ist, dass die bei phobischen Erkrankungen standardgemäß durchzuführenden Expositionsübungen mit der Möglichkeit einer gestuften Annäherung an die angstauslösende Situation extrem schwierig, wenn nicht unmöglich sind. Die äußeren Bedingungen am Arbeitsplatz sind durch den Therapeuten nicht oder nur ungenügend steuerbar, so dass eine geplante und therapeutisch dosierte Exposition nicht ohne weiteres möglich ist. Es besteht unter diesen Umständen sogar das Risiko einer Verstärkung der Phobie.
Einsetzbare Therapieverfahren sind Situations- und Verhaltensbeschreibungen und -analysen, die Entwicklung von Bewältigungskompetenzen, die Bearbeitung des Anspruchsniveaus, Prinzipien des Reframing und Angstmanagements, Konfliktklärungen oder Expositionen in sensu. Ein spezifisches therapeutisches Instrument kann auch die „berufliche Belastungserprobung“ darstellen, die in den letzten Jahren in einer Reihe von psychotherapeutischen Fach- und  Rehabilitationskliniken eingeführt wurde. Hierbei werden Patienten unter therapeutischer Supervision zur Hospitation in ausgewählte Kooperationsbetriebe entsandt, auch um ggf. ihre Leistungs- und/oder Durchhaltefähigkeit in verschiedenen Bereichen zu erproben.

## Diagnostische Einordnung der Arbeitsplatzphobie
Es kann diskutiert werden, ob die Arbeitsplatzphobie als eigenständige Krankheit oder als Symptom anderer Krankheiten anzusehen ist. Aufgrund der Besonderheiten in der Entwicklung der Arbeitsplatzphobie, ihrer besonderen klinischen und sozialmedizinischen Konsequenzen und den Besonderheiten der Therapie scheint es sinnvoll, sie wie eine eigenständige Erkrankung zu behandeln und zu klassifizieren.
Dies kann analog zu einem Herzinfarkt verstanden werden, der ebenfalls nicht mehr ist als ein Zusatzsymptom eines metabolischen Syndroms beziehungsweise einer Gefäßerkrankung, der dennoch aber einen eigenständigen Krankheitsstatus hat aufgrund der Besonderheiten der Symptomatik, seiner Konsequenzen, der Prognose und Therapieerfordernisse.
In vielen Fällen erleben die Betroffenen ihre arbeitsplatzbezogene Angst als begründet, aufgrund real erlebter Angstauslöser wie beispielsweise einer Mobbingsituation. Diese oft wahrgenommene Angemessenheit der Angst bei Arbeitsplatzphobie steht im Gegensatz zu der erkannten Unangemessenheit oder Übertriebenheit der Angst bei den meisten bekannten spezifischen Phobien.
Gemäß ICD-10 Diagnoseschlüssel kann Arbeitsplatzphobie beschrieben werden unter F 40.8 (Sonstige phobische Störung).

## Exkurs: Mobbing
Im Zusammenhang mit der Arbeitsplatzphobie ist auch Mobbing zu betrachten. Mobbing-Strategien von Kollegen oder Vorgesetzten sind: jemanden offen lächerlich machen, Isolierungsversuche, Zuweisung entwürdigender Arbeiten.